# Mozuelos de Sedano
Mozuelos de Sedano es un pueblo integrado en el municipio del Valle de Sedano, en la provincia de Burgos en Castilla y León, España.

## Geografía
Está en el páramo de Masa. El arroyo Mozuelos nace el pueblo y forma un vallejo. El arroyo desemboca en el río Moradillo. 

## Límites
| Noroeste: Tubilla del Agua      | Norte: Sedano  | Nordeste: Moradillo de Sedano |
|                                 |                | Este: Quintanaloma            |
| Suroeste: Terradillos de Sedano | Sur: Nidáguila | Sureste: Masa                 |

Wikimapia. Localización de Mozuelos

## Costumbres
- Fiesta: San Fernando, 30 de mayo.

## Historia
- Originado en la Alta Edad Media aunque existen vestigios prehistóricos.
- El Becerro de las Behetrías lo cita como lugar perteneciente al linaje de García González Villaute y bajo la jurisdicción de la Orden de Santiago.
- El Catastro de Ensenada (1752) señala que contaba con 16 casas.
- En la 3ª guerra carlista, los carlistas se llevaban los caballos y una de las veces que vinieron a por más caballos una mujer les vio antes de que llegaran y dio aviso a su marido. Cuando se percataron de que había avisado la mujer decidieron llevársela con ellos. El cura se dio cuenta del problema, así que fue a negociar con los carlistas y cuando este les explicó que tenía un bebé decidieron dejarla de nuevo en su hogar.[1]
- Producto del proceso de desaparición del modo de producción agro-pastoril de base feudal el pueblo fue perdiendo vecinos y habitantes. La despoblación tuvo lugar en 1969.
- Este pueblo estuvo toda tu historia sin luz eléctrica. El alumbrado nocturno era el candil, las velas, la lumbre y el carburo.

## Arquitectura
- La arquitectura popular consta de viviendas unifamiliares generalmente adosadas de 2 alturas. Predominan las fachadas de piedra caliza y mampostería con ventanas de madera, Las cubiertas son de teja árabe o teja mixta. El templo es una iglesia-fortaleza del siglo XIV.[2]

## Actualidad
- Se han rehabilitado algunas casas de algunos descendientes de sus antiguos habitantes.

- En el páramo circundante se han instalado aerogenerados.[3]

## Variedades
- Existe el apellido “Mozuelos”. Sin duda apellido toponímico referenciado en este pueblo. Siempre han sido pocas las personas que lo portan. En la actualidad se extiende por esta provincia y por la de Vizcaya.[4]

- En el siglo XVII también existía el apellido Fernández de Mozuelos, también referenciado en este pueblo. Tal práctica era bastante habitual para diferenciar a los que portaban tal apellido patronímico.[5]

- En este pueblo se rodaron algunas de las escenas de la película El disputado voto del señor Cayo. En concreto cuando un grupo de españoles  agreden a los del partido que van a hacer propaganda.[6]